# Kenneth Montgomery

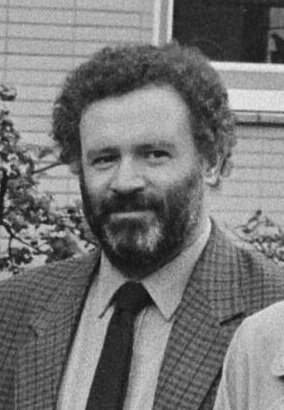
Kenneth Montgomery (1984)

Kenneth Montgomery (* 23. Oktober 1943 in Belfast/County Antrim, Nordirland; † 5. März 2023 in Amsterdam, Niederlande) war ein britischer Dirigent und Musikpädagoge.

## Leben
Montgomery studierte am Royal Academy of Music in London bei Adrian Boult und setzte seine Ausbildung bei Hans Schmidt-Isserstedt in Hamburg, bei Sergiu Celibidache in Siena und bei John Pritchard fort. Er begann seine Laufbahn als Dirigent an der Glyndebourne Festival Opera und an der English National Opera. 1973  wurde er  musikalischer Leiter der Bournemouth Sinfonietta, 1975 musikalischer Leiter der Glyndebourne Touring Opera. Im gleichen Jahr debütierte er am Royal Opera House in Covent Garden.
Nach seinem Debüt an der Nationale Opera in Amsterdam übersiedelte er 1973 in die Niederlande und wurde 1975 Chefdirigent des Radio Symfonie Orkest, später auch Leiter des Rundfunkchores. Ab 1991 war er Leiter der Opernstudien am Koninklijk Conservatorium Den Haag. Mit Frans de Ruiter gründete er die Dutch National Opera Academy, ein Masterprogramm für junge Opernsänger. Gemeinsam mit Ed Spanjaard und Jac van Steen initiierte er das National Master Orchestral Conducting Program, in dessen Rahmen er am Koninklijk Conservatorium Den Haag und am Conservatorium van Amsterdam unterrichtete. Unter anderem studierten Antal Sporck, Ryan Bancroft, Manoj Kamps und Chloe Rooke bei ihm.
Außerhalb der Niederlande entstanden in langjähriger Zusammenarbeit mit der Santa Fe Opera ab 1982 21 Opernproduktionen. Ab 1985 war Montgomery als künstlerischer und musikalischer Leiter der Opera Northern Ireland. Nach mehreren Jahren als Erster Gastdirigent war er von 2007 bis 2010 Chefdirigent des Ulster Orchestra. Über zehn Jahre dirigierte er das Orchestra of the Eighteenth Century bei seinen Konzerttourneen. Regelmäßig arbeitete er als Gastdirigent auch mit dem Orchestre Philharmonique de Radio France, dem Orchestre National de France, dem Ensemble Orchestral de Paris, dem Orchestra dell’Accademia Nazionale di Santa Cecilia, dem Bournemouth Symphony Orchestra, dem English Chamber Orchestra und dem CBC Radio Orchestra und mit Sinfonieorchestern in Belgien, Deutschland, den Vereinigten Staaten, Mexiko und Neuseeland zusammen. Für seine Verdienste um die Musik in Nordirland wurde er 2010 im Rahmen der New Year Honours mit dem Order of the British Empire ausgezeichnet.